# SN 2002ff
SN 2002ff – supernowa typu Ia? odkryta 9 kwietnia 2002 roku w galaktyce A140339+0546. W momencie odkrycia miała maksymalną jasność 24,00m.